# Seventeen
Seventeen (hangul: 세븐틴) är ett sydkoreanskt pojkband bildat 26 maj 2015 av Pledis Entertainment. De debuterade med låten Adore U (hangul:아낀다)
Gruppen består av tretton medlemmar indelade i tre undergrupper. ''Vocal unit'', ''Performance unit'' och ''Hip hop unit''. Ledaren över gruppen är S.Coups.

## Medlemmar
| Artistnamn   | Artistnamn | Födelsenamn      | Födelsenamn | Födelsedatum     |
| Romanisering | Hangul     | Romanisering     | Hangul      | Födelsedatum     |
| Hiphop       | Hiphop     | Hiphop           | Hiphop      | Hiphop           |
| ------------ | ---------- | ---------------- | ----------- | ---------------- |
| S.Coups      | 에스쿱스   | Choi Seung-cheol | 최승철      | 8 augusti 1995   |
| Wonwoo       | 원우       | Jeon Won-woo     | 전원우      | 17 juli 1996     |
| Mingyu       | 민규       | Kim Min-gyu      | 김민규      | 6 april 1997     |
| Vernon       | 버논       | Vernon Chwe      | 버논 최     | 18 februari 1998 |
| Vocal        |            |                  |             |                  |
| Jeonghan     | 정한       | Yoon Jeong-han   | 윤정한      | 4 oktober 1995   |
| Joshua       | 조슈아     | Joshua Hong      | 조슈아 홍   | 30 december 1995 |
| Woozi        | 우지       | Lee Ji-hoon      | 이지훈      | 22 november 1996 |
| DK           | 도겸       | Lee Seok-min     | 이석민      | 18 februari 1997 |
| Seungkwan    | 승관       | Boo Seung-kwan   | 부승관      | 16 januari 1998  |
| Performance  |            |                  |             |                  |
| Jun          | 준         | Wen Jun-hui      | 文俊辉      | 10 juni 1996     |
| Hoshi        | 호시       | Kwon Soon-yeong  | 권순영      | 15 juni 1996     |
| The8         | 디에잇     | Xu Ming-hao      | 徐明浩      | 7 november 1997  |
| Dino         | 디노       | Lee Chan         | 이찬        | 11 februari 1999 |

## Diskografi

### Album
| 17 Carat (EP-skiva) - Släppt: 29 maj 2015                             | 4 | 263 |
| Boys Be (EP-skiva) - Släppt: 10 september 2015                        | 2 | 35  |
| Love & Letter (Studioalbum) - Nyutgåva: Repackage Album (4 juli 2016) | 1 | 6   |
| Going Seventeen (EP-skiva) - Släppt: 5 december 2016                  | 1 | 4   |
| Al1 (EP-skiva) - Släppt: 22 maj 2017                                  | 1 | 3   |
| Teen, Age (Studioalbum) - Släppt: 6 november 2017                     | 1 | 5   |
| Director’s Cut (Specialalbum) - Släppt: 5 februari 2018               | 1 | 2   |
| You Make My Day (EP-skiva) - Släppt: 16 juli 2018                     | 1 | 2   |
| You Made My Dawn (EP-skiva) - Släppt: 21 januari 2019                 | 1 | 1   |
| An Ode (Studioalbum) - Släppt: 16 november 2019                       | 1 | 1   |
| Japanska                                                              |   |     |
| We Make You (EP-skiva) - Släppt: 30 maj 2018                          | — | 2   |

### Singlar
| År       | Titel             | Topplacering          | Topplacering          |
| År       | Titel             | Sydkorea (Gaon Chart) | Japan (Japan Hot 100) |
| -------- | ----------------- | --------------------- | --------------------- |
| 2015     | "Adore U"         | —                     | —                     |
| 2015     | "Mansae"          | 94                    | —                     |
| 2016     | "Pretty U"        | 11                    | —                     |
| 2016     | "Very Nice"       | 22                    | —                     |
| 2016     | "Boom Boom"       | 16                    | —                     |
| 2017     | "Don’t Wanna Cry" | 12                    | —                     |
| 2017     | "Clap"            | 11                    | 50                    |
| 2018     | "Thanks"          | 19                    | —                     |
| 2018     | "Oh My!"          | 15                    | 38                    |
| 2018     | "Getting Closer"  | 86                    | —                     |
| 2019     | "Home"            | 18                    | 34                    |
| 2019     | "Hit"             | 64                    | —                     |
| 2019     | "Fear"            | 66                    | —                     |
| Japanska |                   |                       |                       |
| 2018     | "Call Call Call"  | —                     | 28                    |
| 2019     | "Happy Ending"    | —                     | 2                     |
| 2020     | "Fallin' Flower"  | —                     | 1                     |